# Stele der Verbannten
Die Stele der Verbannten (Louvre C 256) ist eine Stele aus dunklem Granit mit hieroglyphischem Text aus dem Alten Ägypten und datiert in die 21. Dynastie. Sie enthält einen Amnestie-Erlass des Hohepriesters Mencheperre.

## Entdeckung
Die Stele wurde um das Jahr 1860 von Henri Maunier, dem damaligen französischen Vizekonsul in Luxor, entdeckt und 1884 nach Paris gebracht. Sie befindet sich heute im Louvre.

## Zustand
Der obere Teil der Stele ist erheblich beschädigt und nur noch ein Stück ist erhalten, auf dem der Hohepriester des Amun in betender Haltung vor dem Gott Amun steht. Der größere untere Teil ist vollständig erhalten. Von den 23 Zeilen Text sind die ersten vier größtenteils zerstört.

## Inhalt und Hintergrund
In der 21. Dynastie war Theben von den in Tanis regierenden Pharaonen nahezu unabhängig und wurde von den Hohepriestern des Amun kontrolliert. Im 25. Regierungsjahr des Smendes I. brach ein Aufstand gegen den Hohepriester Masaharta aus. Mencheperre, der Bruder und Nachfolger des Masaharta schlug diesen Aufstand nieder, zog siegreich in Theben ein und wurde vom Gott Amun als Nachfolger seines Vaters eingesetzt. Bald wurden die Verbannten aber – durch ein Orakel des Amun sanktioniert – aus ihrer Verbannung in der Oase Charga wieder nach Theben zurückgerufen. Dies zeugt womöglich von der schwachen Stellung des noch minderjährigen Hohepriesters gegenüber der thebanischen Priesterschaft.

## Daten
Der Text enthält drei Daten:
- Jahr 25 (des Smendes), III. Schemu 29: Orakel (vermutlich mit der Verbannung in die Oase Charga)
- Jahr 25, I. Achet 4: Einzug des Mencheperre in Theben
- Jahr [1 (?)] (des Amenemnesut oder Psusennes I.): Rückrufung der Verbannten[2]